# Constantin Cernăianu
Constantin Cernăianu (n. 12 octombrie 1933, Târgu Jiu – d. 22 iunie 2015) a fost un jucător și antrenor de fotbal român.

## Biografie
Constantin Cernăianu s-a născut la data de 12 octombrie 1933 în orașul Târgu Jiu. Ca fotbalist, a jucat la Flacăra Târgu-Jiu (1949-1953), Știința București (1954-1955) și Pandurii Târgu-Jiu (1956-1960). Devine apoi antrenor la Petrolul Ploiești în perioada 1960-1970 și a câștigat cu această echipă Campionatul de fotbal al României în ediția 1965/66. Apoi, între anii 1971-1976, este antrenor principal la Universitatea Craiova, cu care a câștigat Campionatul României în ediția 1973/74 (campioana unei mari iubiri).
În paralel, în perioada 1971-1976, este și selecționer al selecționatei studențești a României, cu care a câștigat de două ori Campionatul Mondial Universitar, în edițiile 1972 și 1974. În anul 1976 este promovat ca antrenor federal, apoi între anii 1977-1980 este antrenor secund la echipa națională a României (antrenor principal fiind Ștefan Kovacs). În 1979 este și antrenor principal al Naționalei de fotbal a României.
Din anul 1980, continuă să antreneze echipe de club din România, cum ar fi: Sportul Studențesc București (1980-1981) și Steaua București (1981-1983), după care este antrenor principal la echipa cipriotă Olimpiakos Nicosia (1983-1984).
Este căsătorit și are 2 copii: Mihai și Mariana.

## Cărți publicate
- Manualul antrenorului profesionist (Ed. Stadion)

## Palmares Antrenor
Petrolul Ploiești
- Liga Română: 1965–66

Universitatea Craiova
- Liga Română: 1973–74; 
  - Vicecampion 1972–73
- Cupa României
  - Finalist: 1974–75

Olympiakos Nicosia
- Divizia a doua cipriotă: 1983–84
- Cupa Cipriotă
  - Finalist: 1990–91

România
- Campionate Mondiale Universitare România: 1972[4]
- Campionate Mondiale Universitare Franța: 1974[5]

Romania U20
- Cupa Mondială FIFA U-20 Medalie de bronz: 1981